# 経営コンサルタント
経営コンサルタント（けいえいコンサルタント、英：Management consulting）とは、企業などの経営についてコンサルティングを行うことを業とする者の名前である。
企業の経営課題を解決する仕事におもに従事しているが、経営コンサルタントの種類としては、主には財務コンサルタント、物流コンサルタント、マーケティングコンサルタント、人事コンサルタント、ITコンサルタント/IT戦略コンサルタントなどさまざまな種類に分類できる。このうち、物流コンサルタントとは、物流戦略の構築（または再構築）、3PL提案、物流コスト削減・改善からキャッシュフロー改善や販売支援など、物流・ロジスティクスを専門に扱うコンサルタント。IT（戦略）コンサルタントとは、ITを活用して企業の課題を解決する専門家。経営戦略に沿ってIT戦略を策定し、業務システム開発の提案や最適化を図る。実際に委託で当該業務用のアプリケーションソフトウェアやシステムを構築するシステムインテグレータやIT系の技術コンサルタントとは異なる。

## 役職
一般にコンサルティングファームでは、以下のような人事タイトルで階級づけを行う。(会社ごとにタイトルの詳細は異なる。) 例えば、IT企業で「アナリスト」は上級のプロジェクトマネージャーを指すが、コンサルティング業界では入門クラスの名称として使われる。
- パートナー、シニアパートナー（役員クラス）
- アソシエイトパートナー （執行役員クラス）
- ディレクター （本部長、局長クラス）
- シニアマネージャー（部長、室長クラス）
- マネージャー、ヴァイスプレジデント（課長、次長、部長代理クラス）
- アシスタントマネジャー （課長補佐クラス）
- シニアコンサルタント、シニアアソシエイト （主任、係長クラス）
- コンサルタント、アソシエイト（一般社員クラス）
- アナリスト （新入社員クラス）

## 経営コンサルタントと関係のある学位・資格
- 経営コンサルタントを名乗るために特別な資格は必要無い（国家資格も民間資格も必要ない）。これは経営コンサルティング業務について業務・名称独占を認められる資格が存在しないためである。

- 日本では企業経営全般に関する診断・助言業務に関して、法律上民間経営コンサルタントの能力認定制度として位置付けられている、中小企業診断士という経済産業省中小企業庁所管の国家資格が存在するが、1次試験、2次試験(筆記、口述)とも20 %程度の合格率で、実務補習（コンサルティング実務）修了が登録の要件とされる。また、5年毎に要件を満たしたうえで更新が必要である。同様の制度はタイ、インドネシアでも構築されている。日本において中小企業診断士と称するには経済産業省に登録する必要があるが、この資格を有しない者・未登録者であっても「中小企業診断士」の名称を詐称しなければ同様の業務を行っても問題が無い。なお、正当な理由がなく、中小企業診断士の業務上取り扱ったことに関して知り得た秘密を漏らし、又は盗用した者は中小企業診断士の登録を取り消すこととされている。民間資格としては、「認定経営コンサルタント」なども存在する。

- また日本では、各種の国家資格所持者が各々の本来の業務を核としその周辺業務にも手を広げる形で、いわゆる「経営コンサルティング」を標榜し、その業務あるいはそれに類似する業務を行っている例は多い。
例えば、監査・会計の見地から公認会計士、税務・会計の見地からは税理士、許認可に関する申請書類の作成については行政書士、経営に関する法務・法律事務については弁護士・司法書士、金融業務に詳しい点でファイナンシャル・プランナーがそれぞれコンサルティング業務を行っている事が多いが、本来の資格名の他にあえて「経営コンサルタント」を名乗り、各資格の本来の業務の枠を超えて経営に関してある程度包括的なアドバイスを行っていることを示しているケースがある。

- ただし資格が必要無いからと言って、誰でも行えるかと言うと、そういうものではない。どのような分野でどのような経験を積み、どのような実績を上げてきたか、ということによってクライアントから選ばれることになる[1]。